# Dălgopol
Dălgopol (în bulgară Дългопол) este un oraș în partea de est a Bulgariei. Aparține de  Obștina Dălgopol, Regiunea Varna.

## Demografie
Componența etnică a orașului Dălgopol
     Romi (2,63%)
     Turci (2,45%)
     Bulgari (67,67%)
     Nicio identificare (27,08%)
     Altele (0,14%)
La recensământul din 2011, populația orașului Dălgopol era de 4.888 locuitori. Din punct de vedere etnic, majoritatea locuitorilor (67,67%) erau bulgari, existând și minorități de romi (2,63%) și turci (2,45%). Pentru 27,08% din locuitori nu este cunoscută apartenența etnică.